# کلیسای مریم مقدس (یغوارد)
کلیسای مریم مقدس (یغوارد) (انگلیسی: Holy Mother of God Church, Yeghvard) یک کلیسا متعلق به کلیسای حواری ارمنی می‌باشد که در مرکز شهر آشتاراک، در استان کوتایک ارمنستان واقع شده‌است. ساخت و ساز این ساختمان در سال‌های ۱۳۰۱ میلادی به پایان رسید. این بنا به سبک معماری ارمنی طراحی شده‌است.

## نگارخانه

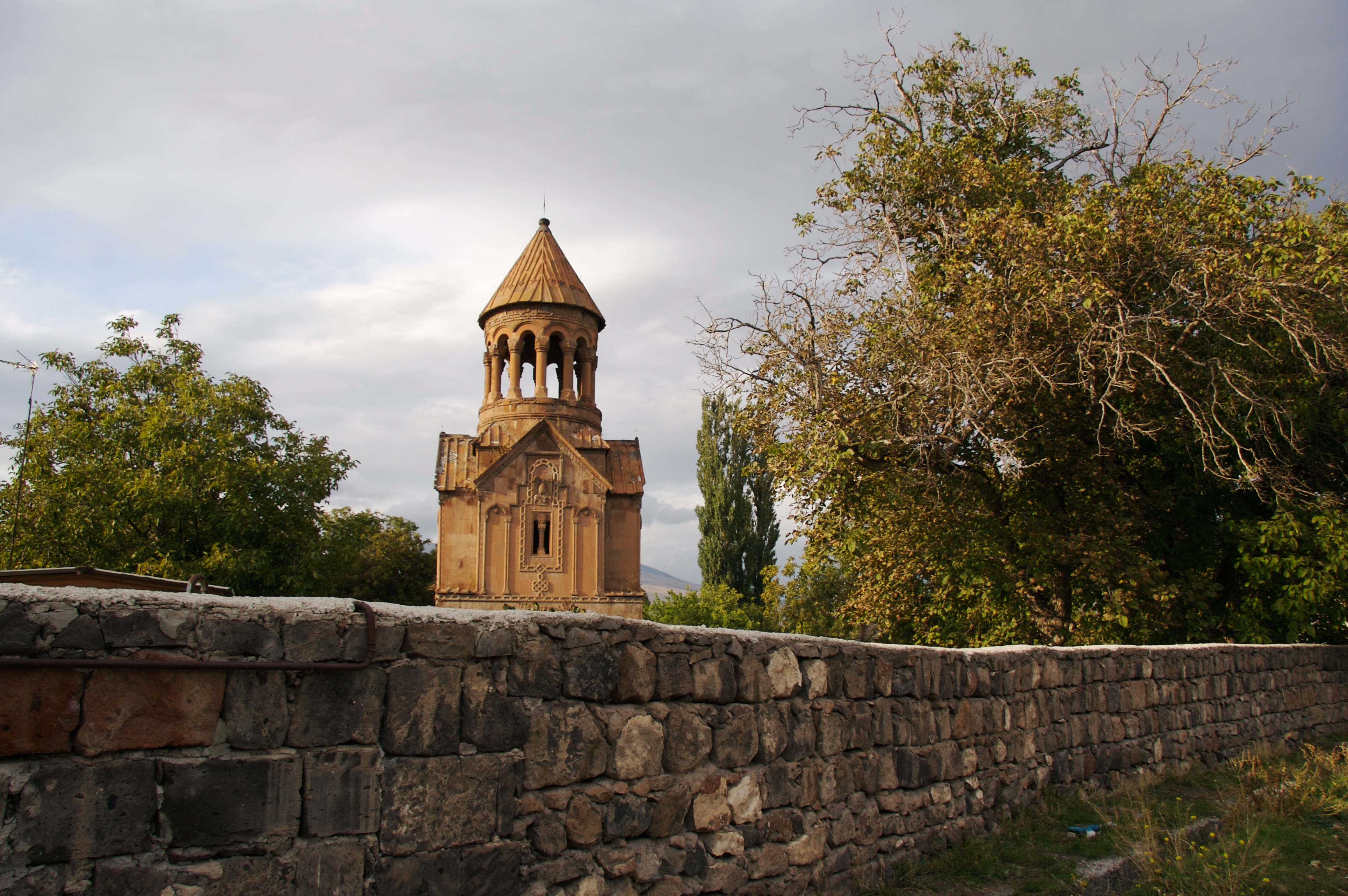
نمای کلیسای یغوارد، یغوارد، ارمنستان
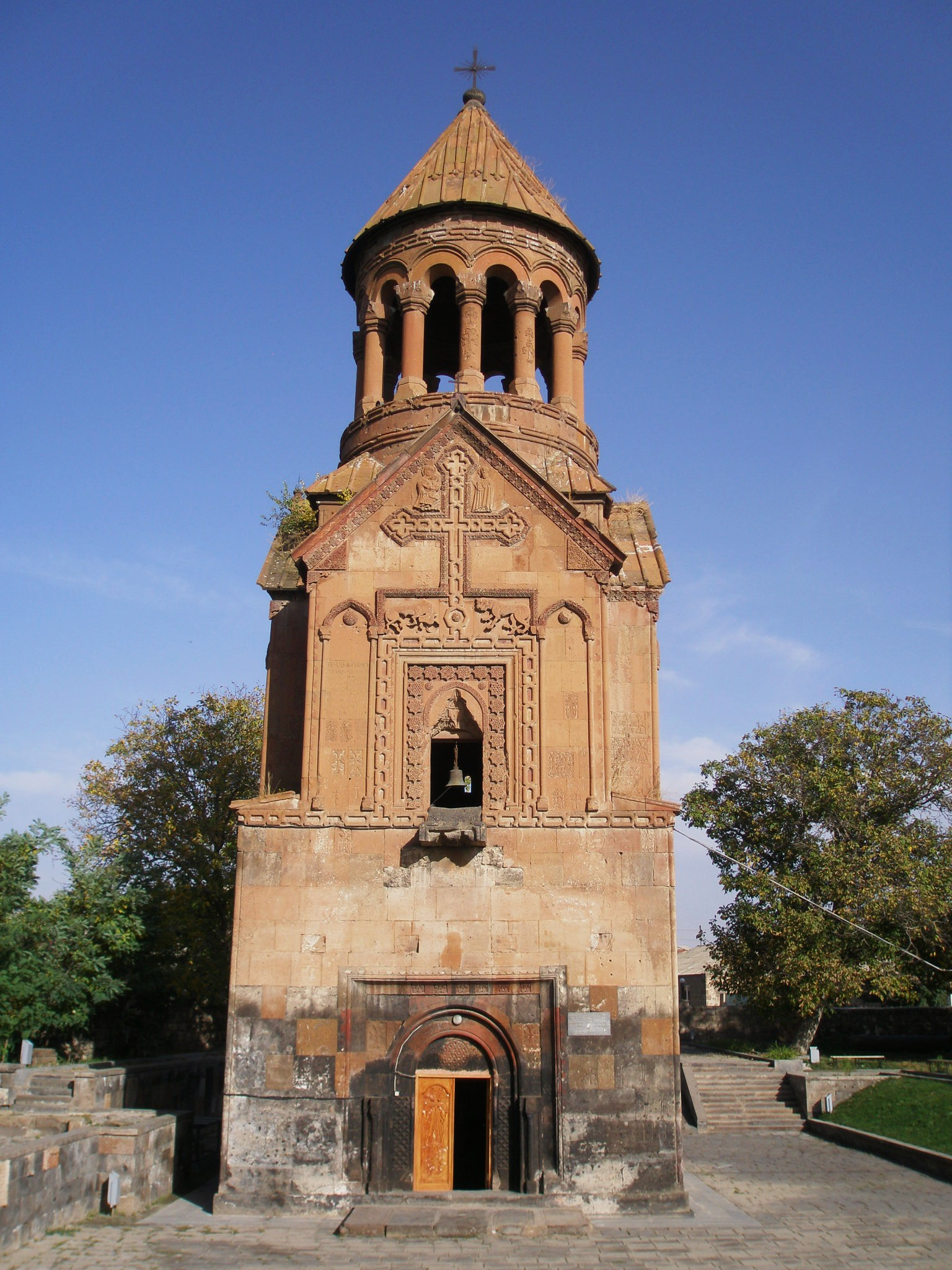
Front façade.
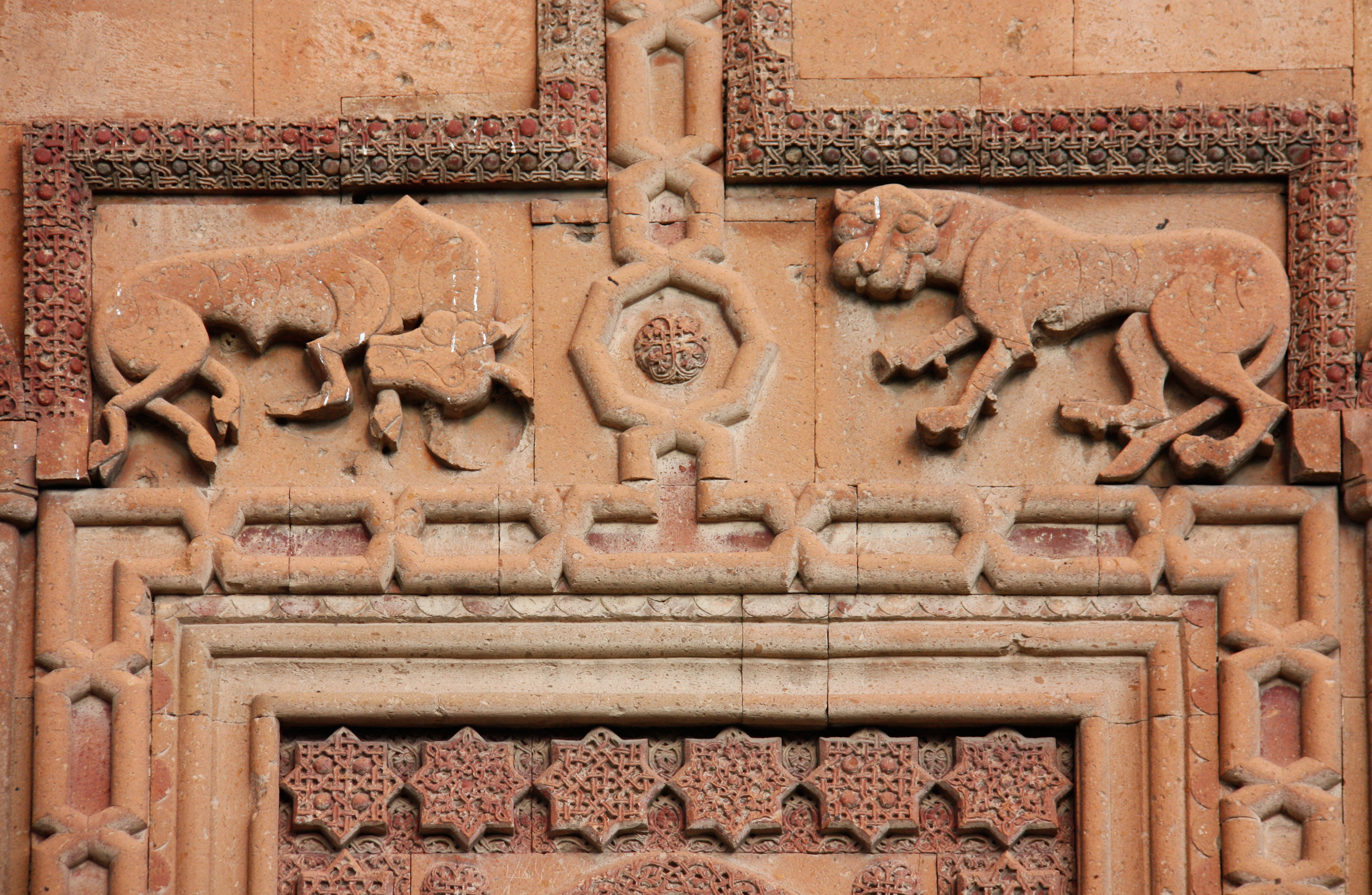
کلیسای یغوارد، جزئیات جلوی، ارمنستان
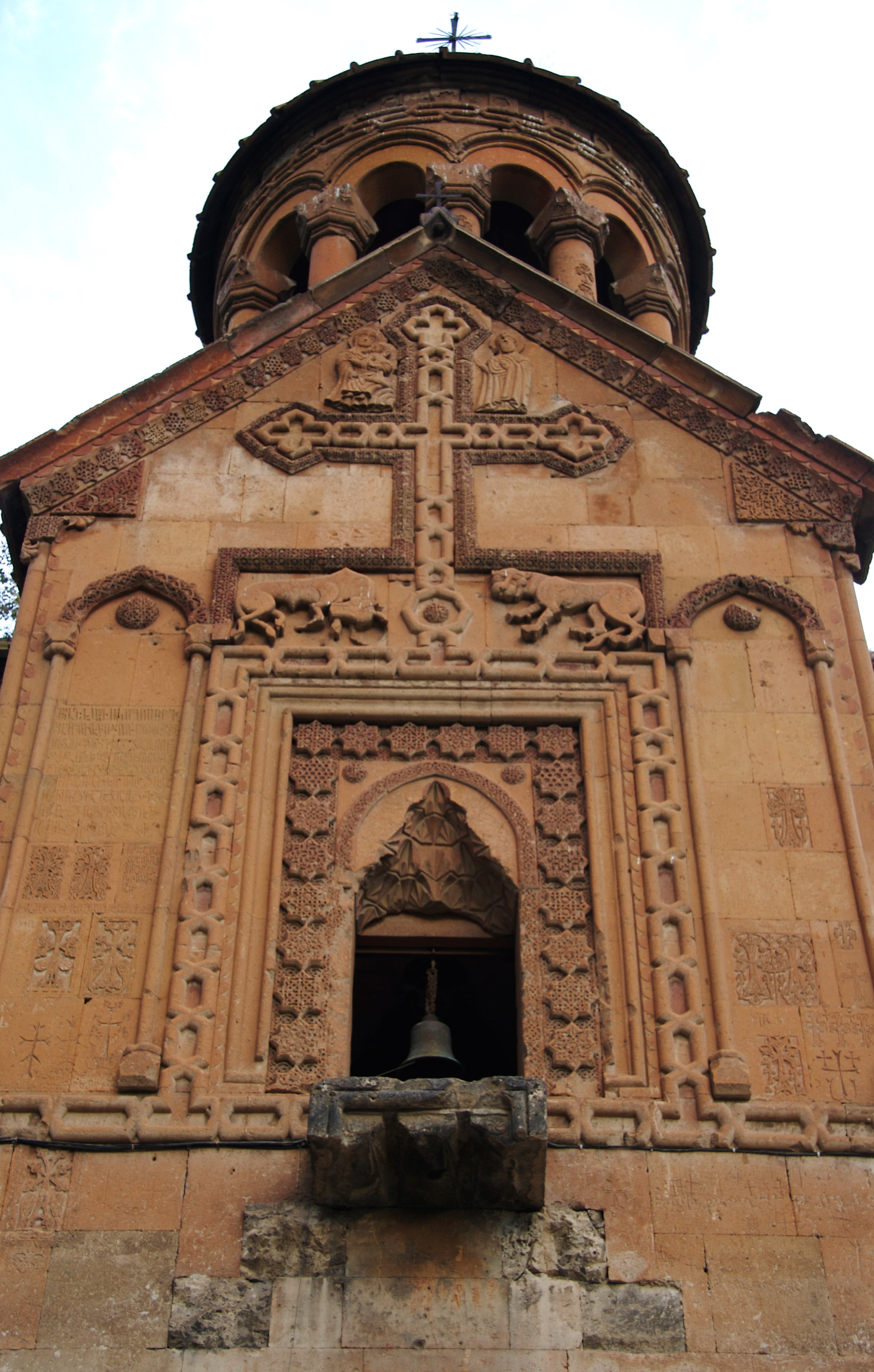
کلیسای یغوارد، front detail, ارمنستان
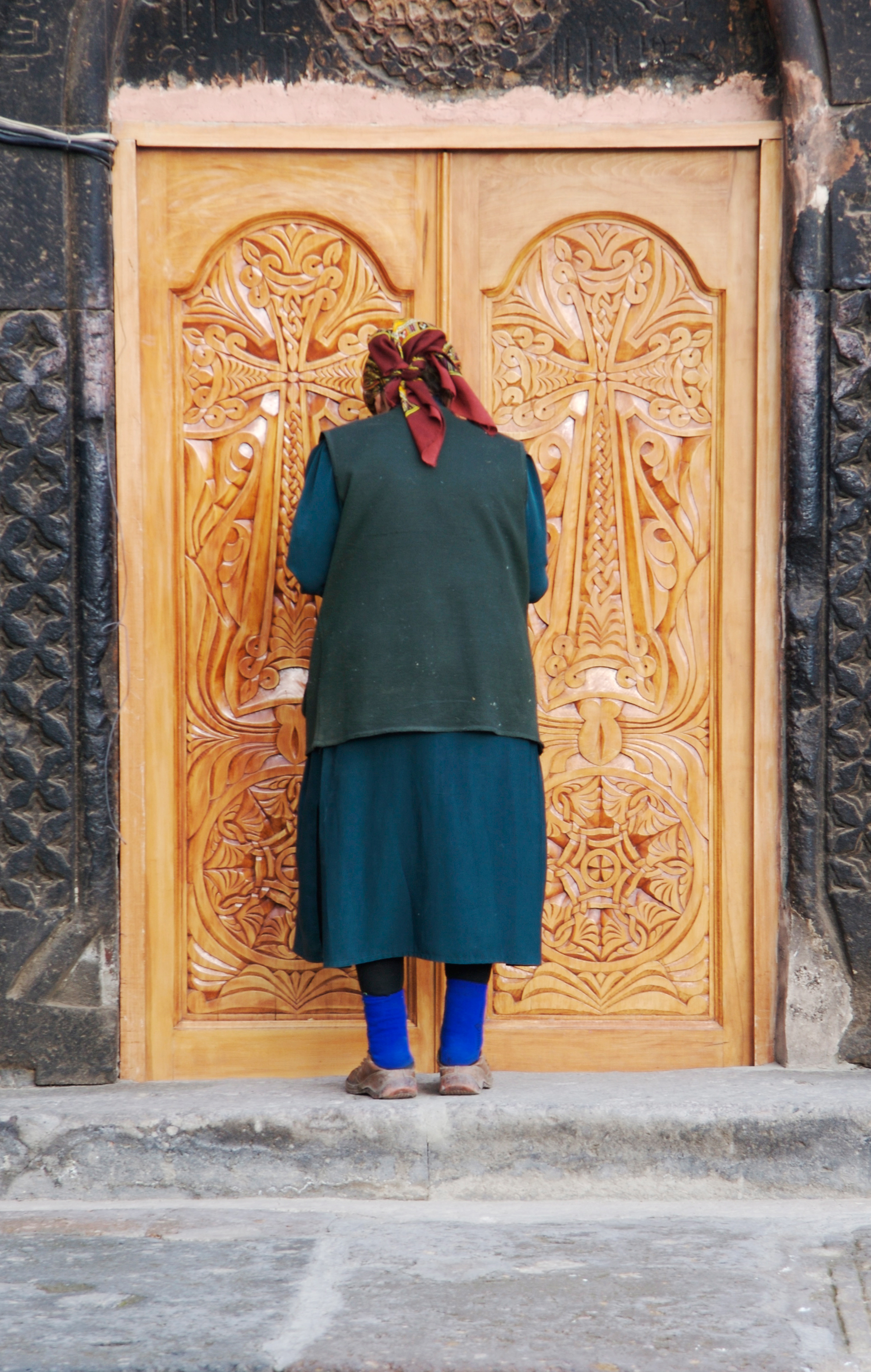
کلیسای یغوارد، در جلویی، ارمنستان
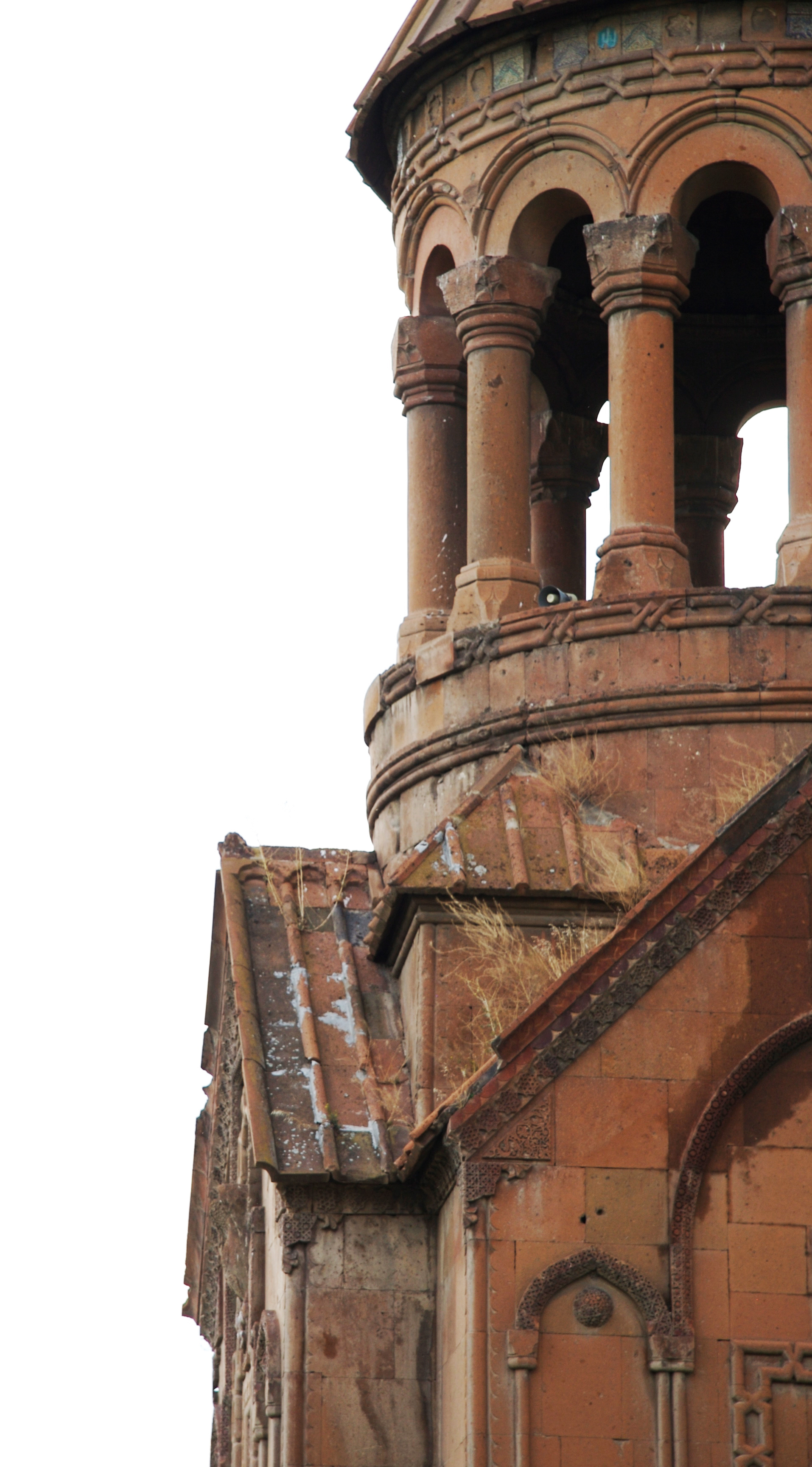
جزئیات سقف کلیسای یغوارد، ارمنستان
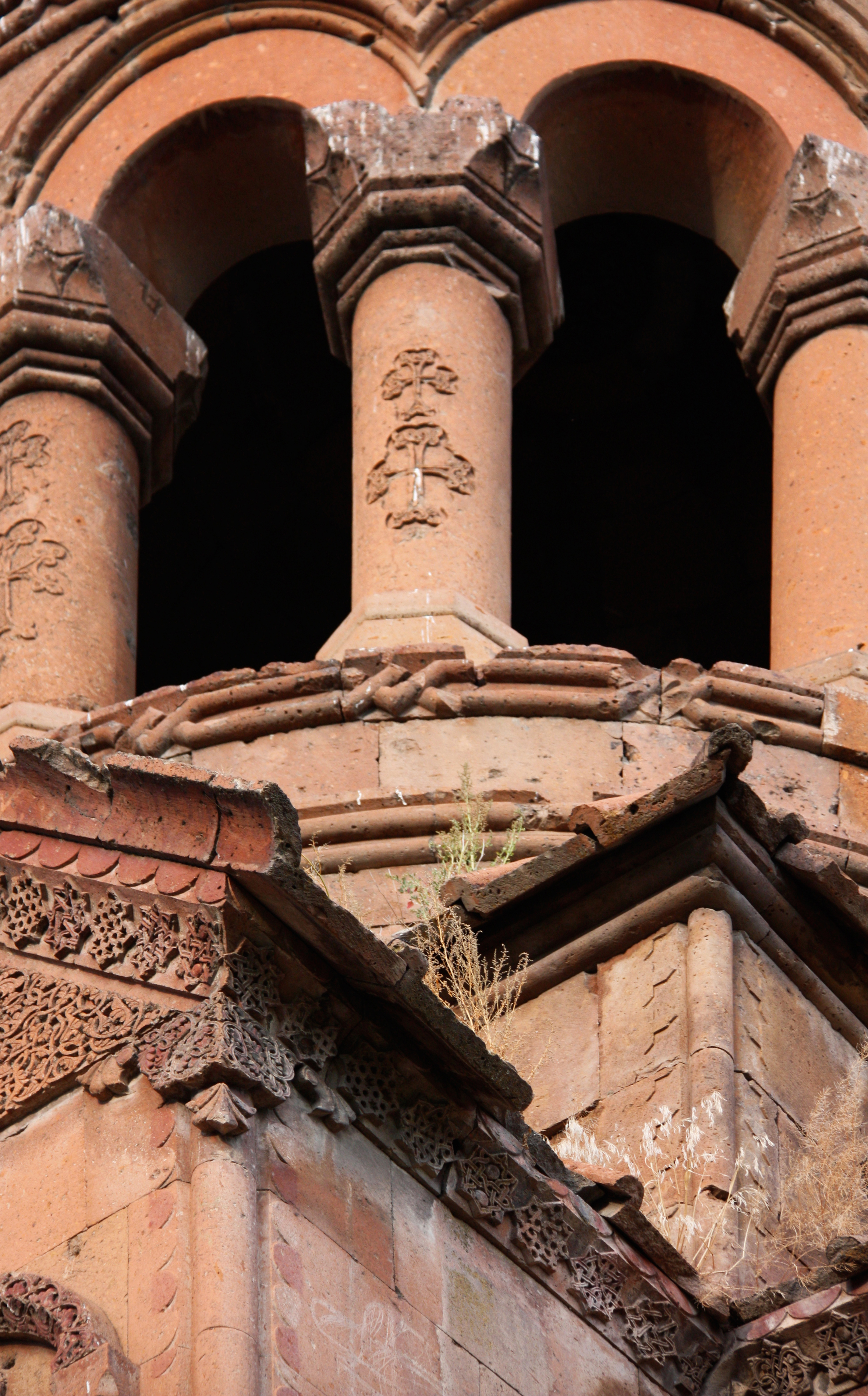
کلیسای یغوارد، جزئیات گنبد و سقف، ارمنستان
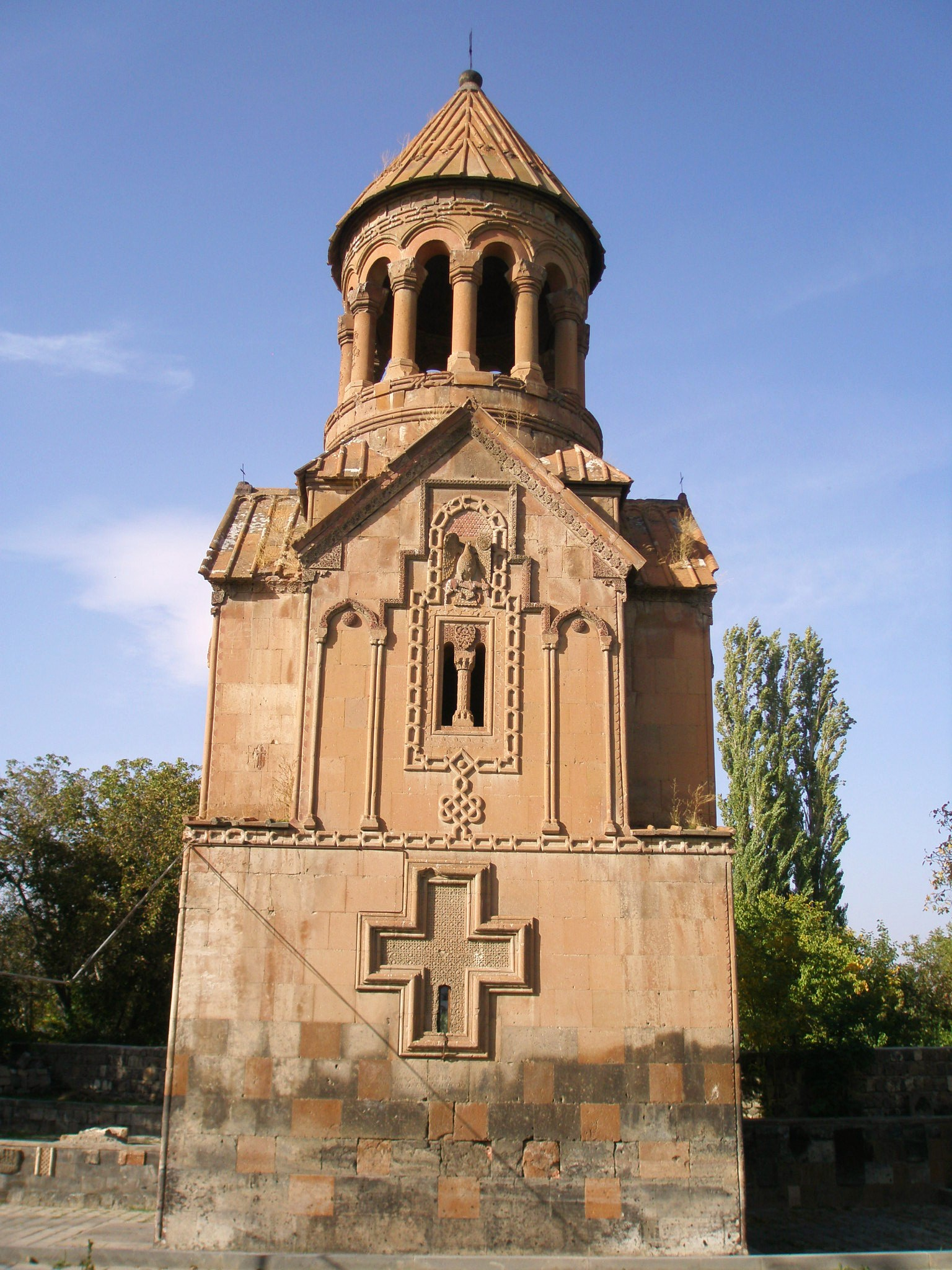
نمای راست.
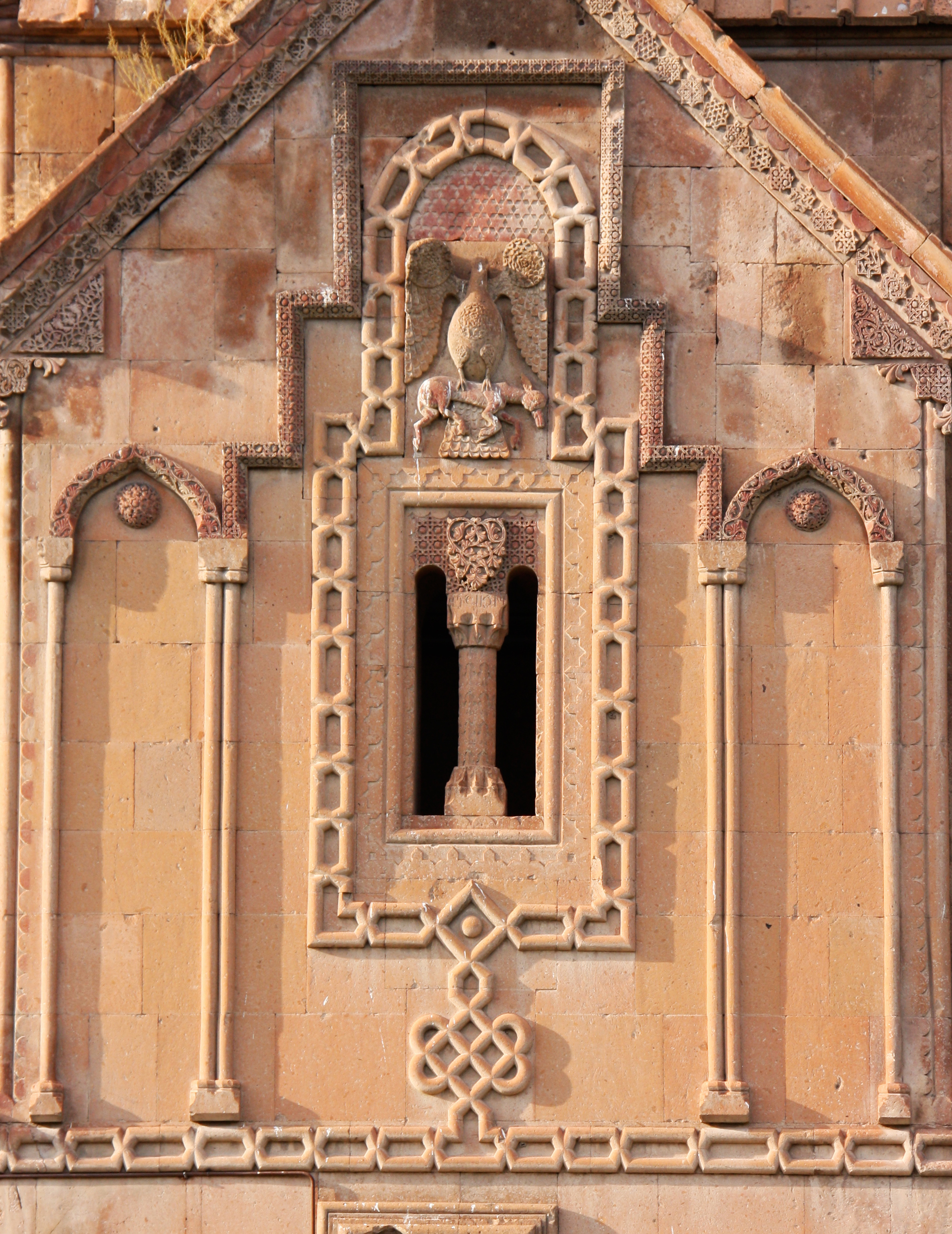
کلیسای یغوارد، جزئیات سمت راست، ارمنستان
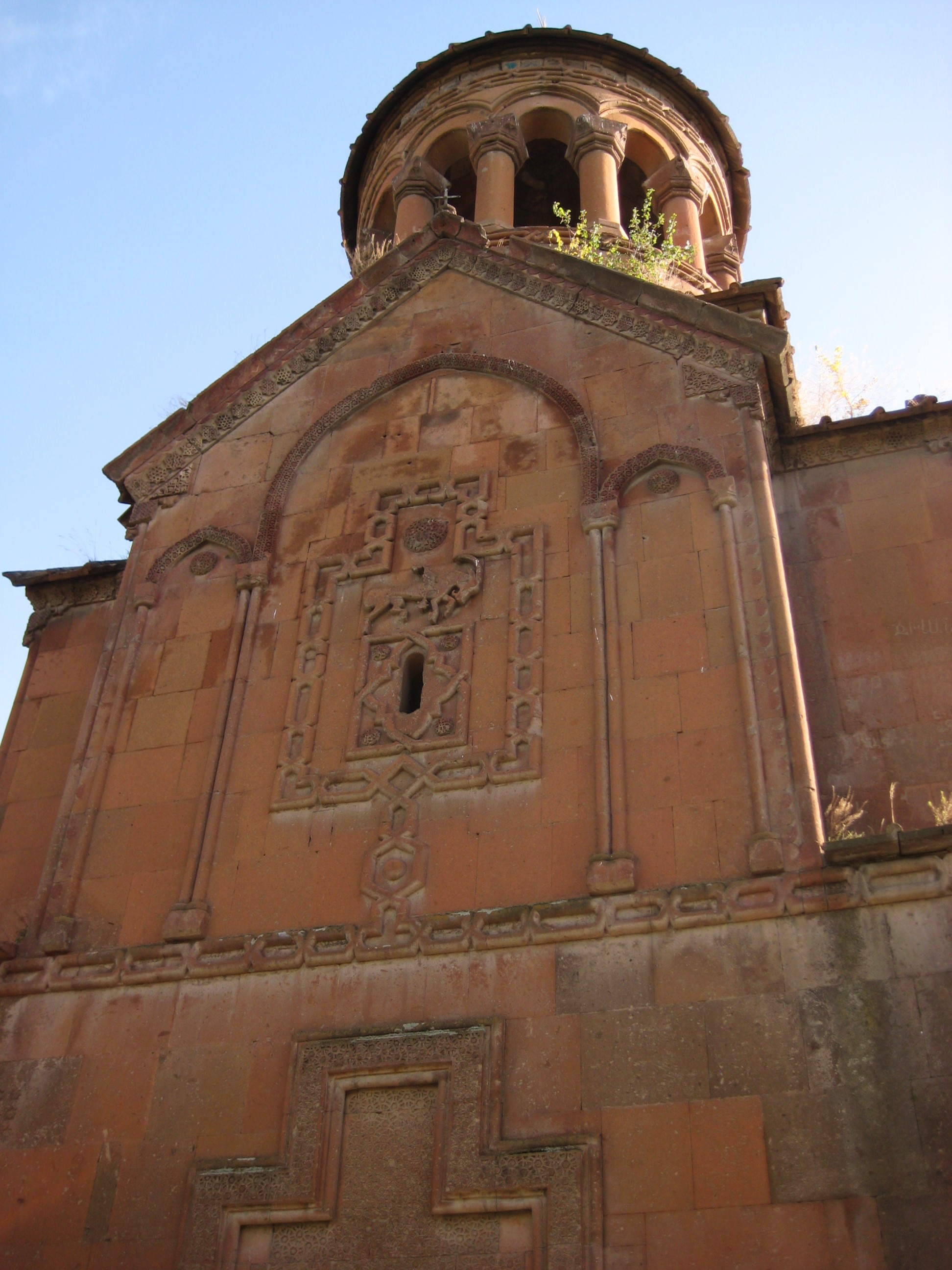
جزئیات نمای چپ.
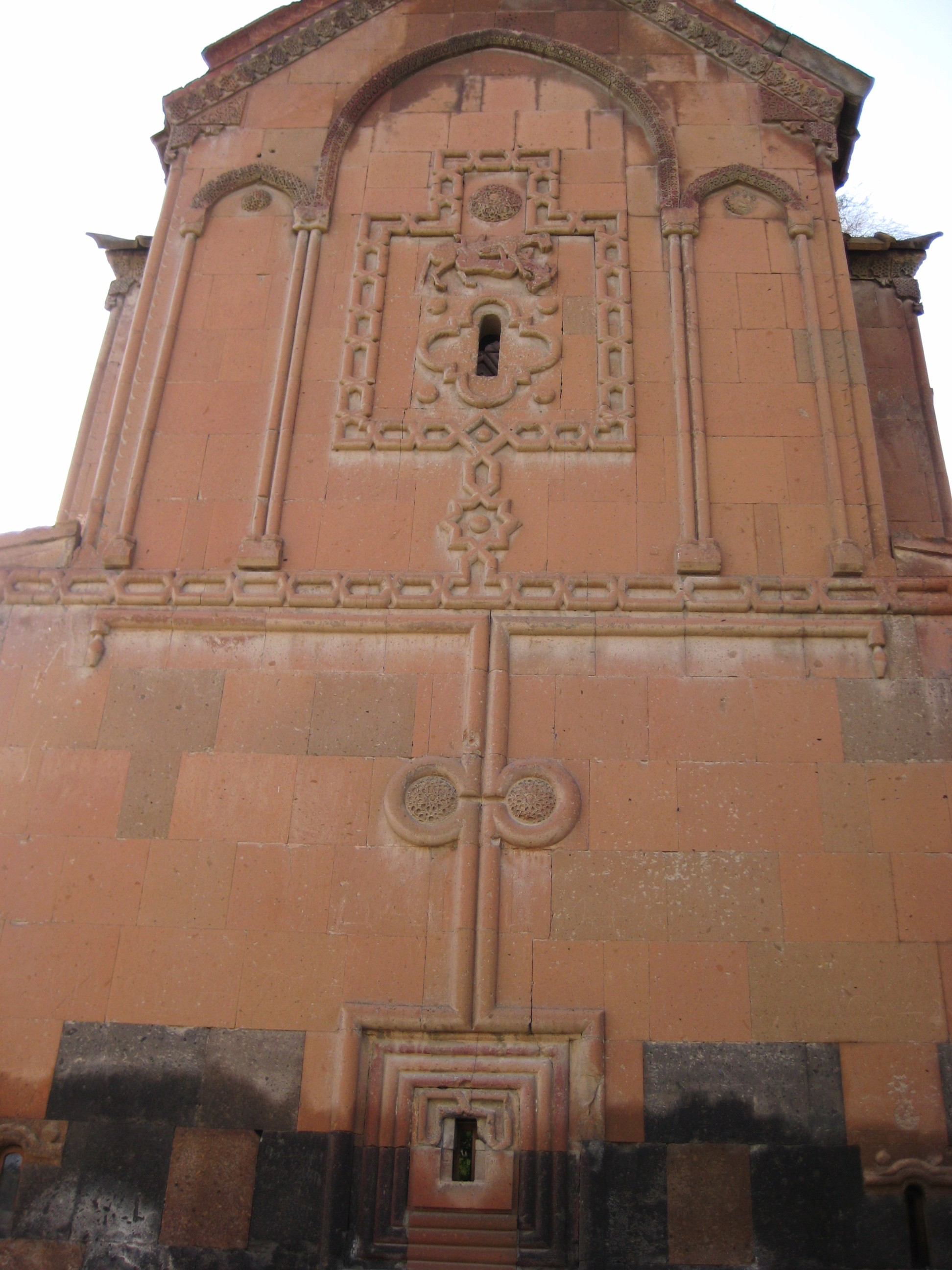
جزئیات نمای پشت.
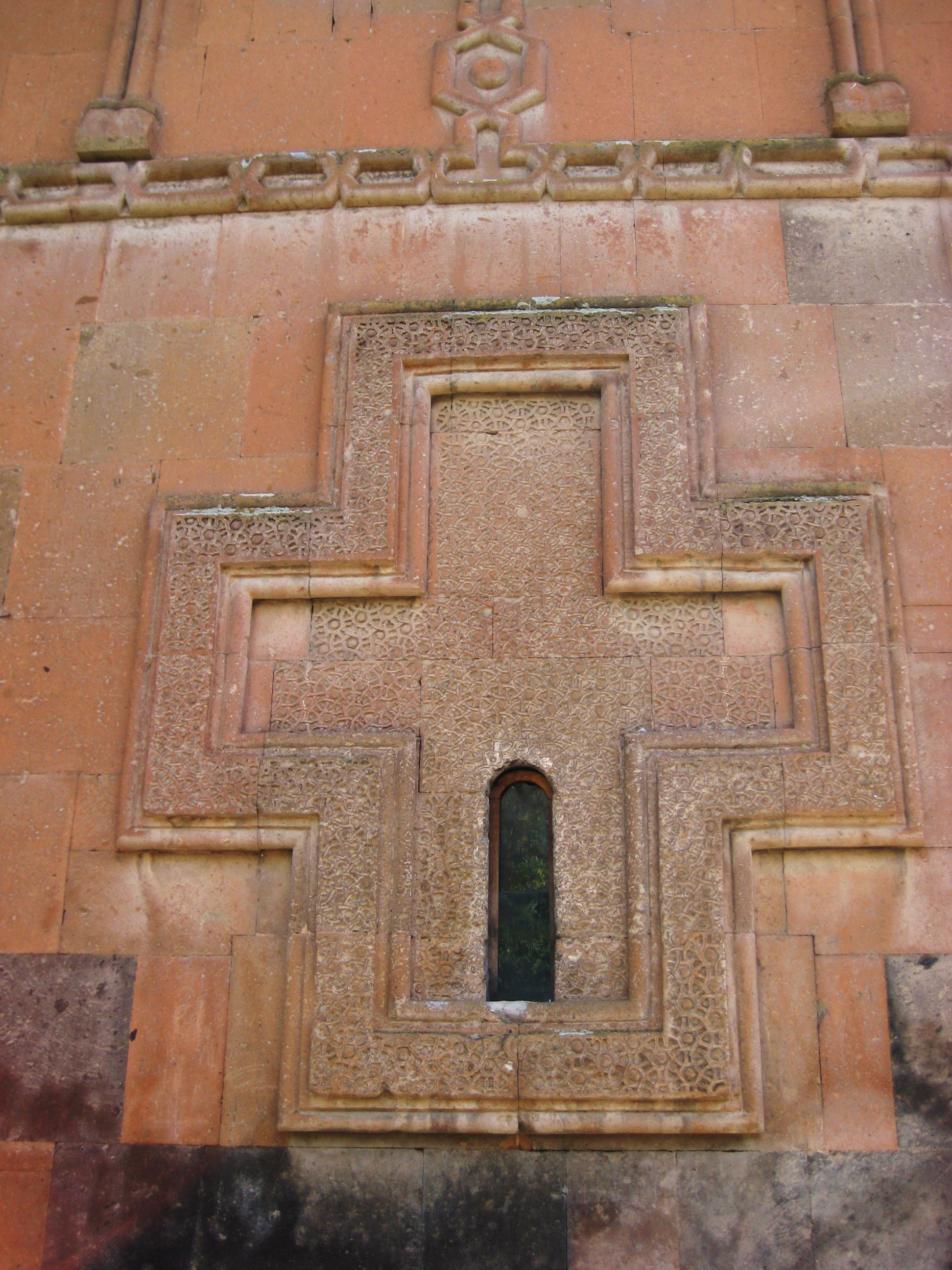
Cross relief detail around window upon the left side of the church.
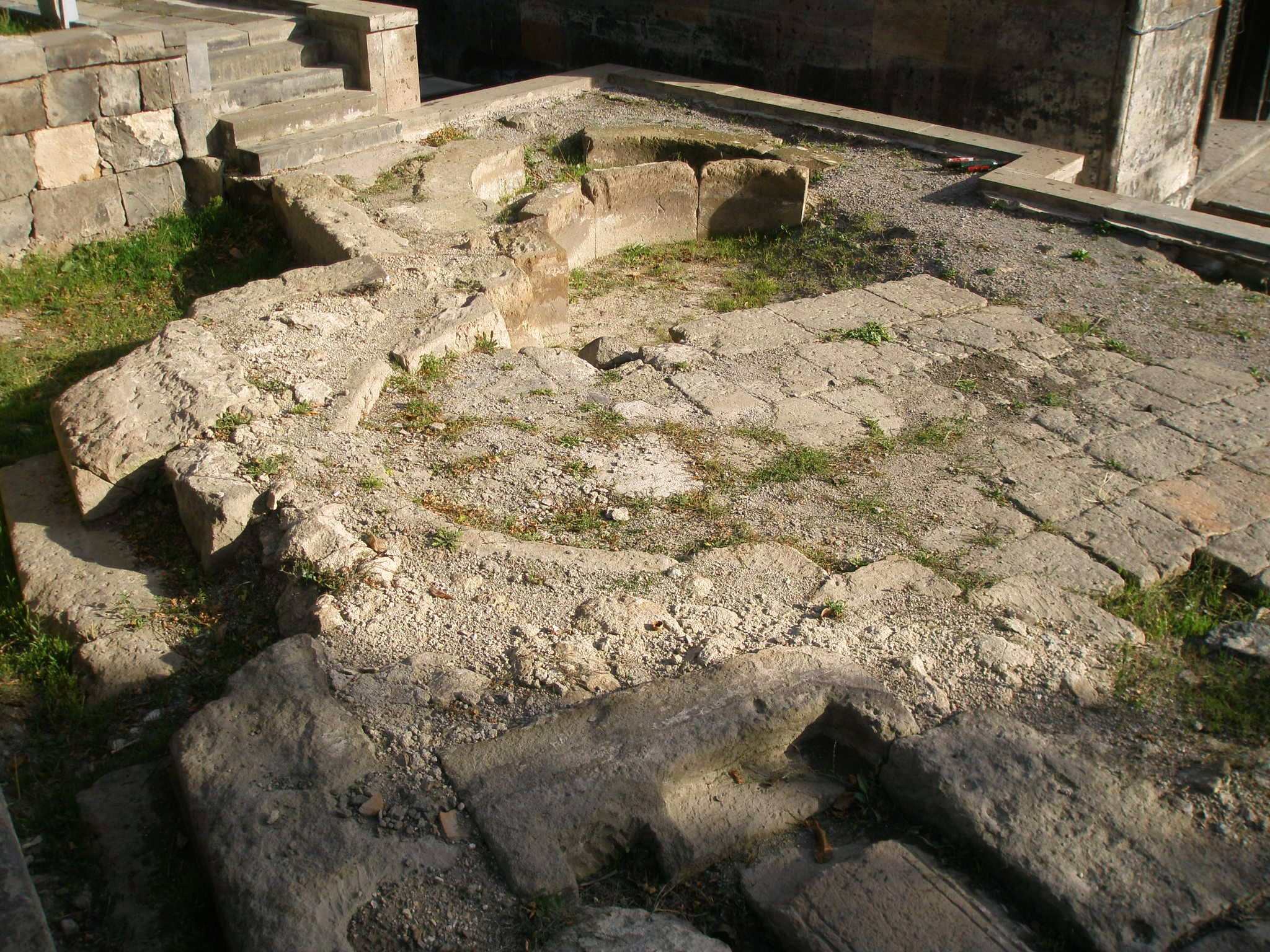
Foundation of a chapel adjacent to the church.